# 96 옐로우하우스
"96 옐로우하우스"는 한국에서 제작된 김정철 감독의 1996년 영화이다. 민복기 등이 주연으로 출연하였고 김용돌 등이 제작에 참여하였다.

## 출연

### 주연
- 민복기
- 소비아
- 신성하

### 조연
- 박남현
- 이대갑
- 유미영
- 길달호
- 나기수
- 여재하
- 오희찬
- 김희대

## 기타
- 조명: 김수남
- 조명: 김윤덕